# 在朝鮮民主主義人民共和国マレーシア大使
在朝鮮民主主義人民共和国マレーシア大使（ざいちょうせんみんしゅしゅぎじんみんきょうわこくマレーシアたいし）は、朝鮮民主主義人民共和国でのマレーシア外交使節団長である。特命全権大使と同等の権限を持ち、平壌市内の在朝鮮民主主義人民共和国マレーシア大使館に所在していた。
現在廃止。

## 歴代

### 大使
| 氏名                                   | 就任日        | 退任日        |
| -------------------------------------- | ------------- | ------------- |
| ムハンマド・ユソフ・ムハンマド・ザイン | 2004年2月28日 | 2006年1月28日 |
| ラヒミ・ハルン                         | 2008年8月11日 | 2011年2月28日 |
| モハマド・ニザン・モハマド             | 2015年6月5日  | 2017年3月6日  |